# Trappistenkloster Paraiso
Das Trappistenkloster Paraíso ist seit 1999 ein ecuadorianisches Kloster der Trappisten bei Latacunga,  Provinz Cotopaxi, Bistum Latacunga.

## Geschichte
Die spanische Trappistenabtei San Isidro de Dueñas (angeregt durch Besuche von Kardinal Pablo Muñoz Vega im Jahre 1978, Bischof Tomás Angel Romero Gross im Jahre 1989 und Monsignore Frumencio Escudero Arenas im Jahre 1996 und auf Bitte von Kardinal Augusto Vargas Alzamora) schickte 1997 Mönche zur Vorgründung eines Tochterklosters in das ecuadorianische Andenhochland. Bischof Raúl Holguer López Mayorga erlaubte die Gründung des ersten katholischen Männerklosters in Ecuador am 9. Mai 1997. 1999 kam es dann südlich Latacunga im Kanton Salcedo in 2900 m Höhe offiziell zur Gründung des Monasterio de Santa María del Paraíso. Der Klosterobere ist seither Jesús Penalva Carrillo.